# ミッセーリ・スタジオ
ミッセーリ・スタジオ（Misseri Studio）は、イタリア・フィレンツェのアニメ制作会社である。
日本では、1978年頃におかあさんといっしょ内で作品が紹介され、朝日新聞やヤクルト本社ミルミルのクレイアニメCMを手がけた。
近年はカートゥーン ネットワークで作品が放映されている。

## 主な作品
丸括弧内は原題
- アエイオウ（A.E.I.O.U.）
- クワックワオ!アヒルのこ（英語版）（QUAQQUAO）
- ポッツィー（POZZIE）
- ミオ&マオ（MIO&MAO）
- RED AND BLUE（英語版）
- うさぎのモフィ[1]